# Горана Златкович
Горана Златкович (серб. Горана Златковић, нар. 1 січня 1951 року, Босанська Крупа, СФРЮ) — міністр торгівлі і туризму Республіки Сербської, яка зайняла цей пост 29 грудня 2010 року, а також в.о. міністра юстиції з 6 червня 2012 року. За національністю боснячка.

## Біографія
Горана Златкович народилася 1 січня 1951 року в Босанській-Крупі. У 1977 році закінчила юридичний факультет в Баня-Луці. Через рік отримала суддівську акредитацію в Сараєво і тривалий час працювала суддею, заступником прокурора та окружним прокурором. З 1994 по 1999 рік працювала адвокатом. Потім до 2005 року очолювала юридичну службу підприємства «Нафтна индустрија Републике Српске».